# SpaceX CRS-1
Chronologie
COTS-2 SpaceX CRS-2
SpaceX CRS-1 ou SpX-1 est le troisième vol du cargo spatial SpaceX Dragon développé pour ravitailler la Station spatiale internationale. Il s'agit du premier vol opérationnel après les missions COTS-1 et COTS-2 destinées à qualifier le vaisseau. Lancé le 7 octobre 2012 par une fusée Falcon 9 V1.1 le vaisseau emporte 905 kg de fret à la station et ramène sur Terre 905 kg d'équipements et de résultats scientifiques. Malgré la défaillance d'un moteur du premier étage du lanceur, les objectifs sont atteints. Une charge utile secondaire du lanceur, le satellite expérimental Orbcomm G2 (155 kg) ne parvient cependant pas sur une orbite stable et retombe rapidement sur Terre.

## Déroulement de la mission

### Lancement
SpX-1 est la première mission opérationnelle de ravitaillement de la Station spatiale internationale réalisée par le cargo spatial SpaceX Dragon dans le cadre du programme Commercial Orbital Transportation Services (COTS) de la NASA.  Le vaisseau est lancé le dimanche 7 octobre 2012 par une fusée Falcon 9 V1.1 depuis Cap Canaveral (Floride) avec une charge utile constituée par le vaisseau Dragon emportant  400 kg de fret pressurisé et un micro satellite Orbcomm G2 de 155 kg. Malgré la défaillance d'un des neuf moteurs du premier étage après 80 secondes de vol, le vaisseau SpaceX parvient à se placer en orbite. Du fait de la performance dégradée du lanceur, le second étage qui devait rallumer son moteur après la libération du vaisseau Dragon, ne dispose plus d'assez d'ergols pour placer le satellite Orbcomm sur l'orbite visée. Celui-ci est placé sur une orbite plus basse que prévu et effectue une rentrée atmosphérique 4 jours plus tard,,.   

### Amarrage à la station
Après une série de manœuvres orbitales, le vaisseau cargo parvient à proximité de la  Station spatiale  le mercredi 10 octobre 2012 soit trois jours après son lancement. L'équipage de la station spatiale télécommande les dernières manœuvres du vaisseau et le capture avec le bras Canadarm. Le vaisseau est amarré à une des écoutilles du module Harmony. L'ouverture du cargo a lieu le lendemain en fin de journée. Durant un peu plus de deux semaines du 11 au 29 octobre, l'équipage de la station spatiale décharge le fret amené puis remplit l'espace pressurisé avec les équipements et résultats d'expériences scientifiques qui doivent revenir sur Terre.

### Retour sur Terre
Le 28 octobre, Kevin Ford utilise le bras Canadarm pour détacher le vaisseau Dragon de la station et le libère à environ 15 mètres de celle-ci. Le vaisseau utilise alors à trois reprises ses propulseurs pour s'éloigner de la station. Environ 6 heures plus tard, il met à feu ses moteurs durant 10 minutes pour réduire sa vitesse et ainsi entamer une rentrée atmosphérique. Les premiers parachutes se déploient à une altitude de 13 700 mètres puis les parachutes principaux à une altitude de 3 000 mètres réduisant la vitesse de descente à environ 5 mètres par seconde. La capsule amerrit dans l'Océan Pacifique à environ 450 km des côtes de Californie et est récupérée par un bateau armé par la société SpaceX équipé d'une grue pour hisser le vaisseau sur le pont.

## Enquête sur la défaillance du moteur du premier étage
La commission d'enquête constituée après le lancement a identifié l'origine du problème qui a conduit à l'extinction du moteur no 1 du premier étage. Celle-ci découle d'une rupture du dôme de la chambre de combustion produite par un problème de qualité non détecté au moment de la fabrication de celle-ci. Le carburant et les gaz brulants ont jailli par la brèche provoquant à leur tour une rupture de la conduite d'alimentation en kérosène. Cette dernière  a entrainé une chute rapide de la pression d'alimentation du moteur qui a été détectée par l'ordinateur de vol. Celui-ci a alors commandé l'extinction du moteur et modifié automatiquement les paramètres de vol pour permettre la mise en orbite. 

## Charge utile

### Fret amené à la station spatiale
Le fret amené à bord de la station spatiale internationale représente une masse de totale de 400 kg et de 905 kg avec les emballages.
| Agence spatiale                 | Désignation                    | Description                                            | Masse  |
| ------------------------------- | ------------------------------ | ------------------------------------------------------ | ------ |
| Ravitaillement                  | Ravitaillement                 | Ravitaillement                                         | 118 kg |
|                                 | Nourriture                     | 8 sacs contenant 29 rations "bonus"                    |        |
|                                 | Nourriture                     | 5 sacs contenant 22 rations                            |        |
|                                 | Vêtements                      |                                                        | 4 kg   |
|                                 | Batteries                      |                                                        | 4 kg   |
|                                 | Documentation mission          |                                                        | 8 kg   |
| Expériences scientifiques       | Expériences scientifiques      | Expériences scientifiques                              | 177 kg |
| NASA et laboratoires américains | GLACIER                        |                                                        |        |
| NASA et laboratoires américains | FIR                            |                                                        |        |
| NASA et laboratoires américains | CGBA/Micro-6                   |                                                        |        |
| NASA et laboratoires américains | Spectromètre magnétique Alpha  | Câbles                                                 |        |
| NASA et laboratoires américains | Capillary Flow Experiments-2   |                                                        |        |
| NASA et laboratoires américains | MISSE-8                        | Sacs                                                   |        |
| NASA et laboratoires américains | -                              | Sacs isolants                                          |        |
| JAXA                            | Education Payload Operations-8 |                                                        |        |
| JAXA                            | -                              | Expérience sur la résistance des membranes des plantes |        |
| JAXA                            | -                              | Kit de test de l'ammoniac                              |        |
| Agence spatiale européenne      | BioLab                         |                                                        |        |
| Agence spatiale européenne      | Energy                         |                                                        |        |
| Pièces de rechange              | Pièces de rechange             | Pièces de rechange                                     | 102 kg |
|                                 |                                | Analyse des produits de combustion                     |        |
|                                 | CHeCS                          | Système de contrôle paramètres vitaux de l'équipage    |        |
|                                 | ECLSS                          | Filtres, autres                                        |        |
|                                 | EPS                            | Pièces pour le système de production d'énergie         |        |
|                                 | TCS                            | Pièces pour le système de contrôle thermique           |        |
|                                 | Module Colombus                | Filtres, ventilateur ATV                               |        |
|                                 | Module Kibo                    | Pompe                                                  |        |
| Ordinateurs                     | Ordinateurs                    | Ordinateurs                                            | 3,2 kg |
|                                 |                                | Disques durs et CD                                     |        |

### Fret renvoyé sur Terre
Le fret renvoyé sur Terre représente une masse de 759 kg (900 kg avec les emballages). Il comprend notamment un grand nombre d'échantillons biologiques (dont 112 échantillons de sang et 384 d'urine), des résultats d'expériences scientifiques et plusieurs équipements ayant cessé de fonctionner qui pourront ainsi être étudiés sur Terre en permettant d'en tirer des enseignements.
| Agence spatiale                       | Désignation                                            | Description                                                   | Masse  |
| ------------------------------------- | ------------------------------------------------------ | ------------------------------------------------------------- | ------ |
| Possessions de l'équipage             | Possessions de l'équipage                              | Possessions de l'équipage                                     | 74 kg  |
|                                       |                                                        | Biens de l'équipage                                           |        |
|                                       |                                                        | Kits de vols officiels                                        |        |
|                                       |                                                        | Systèmse PAO de l'ESA                                         |        |
|                                       |                                                        | Équipements de vols                                           |        |
| Expériences scientifiques             | Expériences scientifiques                              | Expériences scientifiques                                     | 393 kg |
| NASA                                  |                                                        | 5 Sacs isothermes                                             |        |
| NASA                                  | SPHERES                                                | Résultats expériences ?                                       |        |
| NASA                                  | UMS                                                    | Échantillons urine                                            |        |
| NASA                                  | MELFI                                                  | Résultats expériences ?                                       |        |
| NASA                                  | GLACIER                                                | Résultats expériences ?                                       |        |
| ESA                                   | Biolab (en)                                            | Résultats expériences ?                                       |        |
| ESA                                   | Energy                                                 | Résultats expériences ?                                       |        |
| JAXA                                  | CSPINS                                                 | Résultats expériences ?                                       |        |
| JAXA                                  | Hicari                                                 | Résultats expériences ?                                       |        |
| JAXA                                  | Marangonie                                             | Résultats expériences ?                                       |        |
| JAXA                                  | Expérience sur la résistance des membranes des plantes |                                                               |        |
| JAXA                                  | MICROBE III                                            | Résultats expériences ?                                       |        |
| JAXA                                  | MYCO                                                   | Résultats expériences ?                                       |        |
| JAXA                                  | IPU                                                    | Module d'alimentation électrique                              |        |
| Équipements                           | Équipements                                            | Équipements                                                   | 235 kg |
|                                       |                                                        | Analyse des produits de combustion                            |        |
|                                       | CHeCS                                                  | Pièces du système de contrôle paramètres vitaux de l'équipage |        |
|                                       | ECLSS                                                  | Pompe, réacteur catalytique, capteur d'hydrogène              |        |
|                                       | EPS                                                    | Système d'alimentation électrique                             |        |
|                                       | CSA-CLPA                                               | Système d'orientation d'une caméra de CANADARM                |        |
|                                       | Module Colombus                                        | ventilateur ATV, filtre                                       |        |
|                                       | Module Kibo                                            | Pompe                                                         |        |
| Ordinateurs                           | Ordinateurs                                            | Ordinateurs                                                   | 5 kg   |
|                                       |                                                        | Ordinateurs                                                   |        |
| Fret russe                            | Fret russe                                             | Fret russe                                                    | 20 kg  |
|                                       |                                                        | Fret russe                                                    |        |
| Équipements sorties extravéhiculaires | Équipements sorties extravéhiculaires                  | Équipements sorties extravéhiculaires                         | 33 kg  |
|                                       |                                                        | Gants et pièces de l'EMU                                      |        |